# Choiceland
Choiceland es un pueblo canadiense situado en la provincia de Saskatchewan.

## Superficie
Choiceland tiene una superficie de 1,06 km².

## Demografía
En 2021, tenía 342 habitantes, una densidad poblacional de 323,9 hab./km², y 204 viviendas.